# ويندوز الألفية
ويندوز ميلينيوم إديشن (بالإنجليزية: Windows Millennium Edition أو Windows Me)‏ أو ويندوز الالفية ، هو نظام تشغيل هجين 16بت/32 بت ذو واجهة رسومية ، تم إطلاقه من قبل مايكروسوفت في 14 سبتمبر، 2000. كان الاسم الكودي له في الأصل ميلينيوم.

## الأضافات الجديدة
- استعادة النظام
- نظام حماية الملفات
- التحديثات التلقائية
- عارض الصور والفاكس للويندوز
- نظام اشبك واعمل (Universal Plug and Play)

## متطلبات النظام
متطلبات دنيا
- المعالج:150ميجاهرتز
- مساحة القرص الصلب: 320 ميجابايت
- الذاكرة العشوائية: 32 ميجابايت

متطلبات ينصح بها
- المعالج : 300 ميجاهرتز
- مساحة القرص الصلب : 2 جيجا بايت
- الذاكرة العشوائية : 96 ميجابايت